# Lindernia rotundifolia
Lindernia rotundifolia är en tvåhjärtbladig växtart som först beskrevs av Carl von Linné, och fick sitt nu gällande namn av Arthur Hugh Garfit Alston. Lindernia rotundifolia ingår i släktet Lindernia och familjen Linderniaceae. Inga underarter finns listade i Catalogue of Life.